# Рависканина
Рависканѝна (на италиански: Raviscanina) е село и община в Южна Италия, провинция Казерта, регион Кампания. Разположено е на 358 m надморска височина. Населението на общината е 1383 души (към 2010 г.).